# Kevin Mbabu
Melingo Kevin Mbabu (sinh ngày 19 tháng 4 năm 1995) là một cầu thủ bóng đá chuyên nghiệp người Thụy Sĩ thi đấu ở vị trí hậu vệ cho câu lạc bộ Fulham tại Premier League và đội tuyển quốc gia Thụy Sĩ.